# Jan Bekker Teerlink
 (mai 2024).
 (mai 2024).
Si vous disposez d'ouvrages ou d'articles de référence ou si vous connaissez des sites web de qualité traitant du thème abordé ici, merci de compléter l'article en donnant les références utiles à sa vérifiabilité et en les liant à la section « Notes et références ».
Jan Bekker Teerlink, baptisé le 17 août 1759 et mort le 4 décembre 1832 à Margaux (Gironde), est un botaniste, viticulteur et collectionneur néerlandais.

## Biographie

### Le viticulteur
En 1809, il achète le château Marquis d'Alesme Becker, dans l'appellation Margaux de la région viticole de Bordeaux. Le domaine viticole de Bekker Teerlink, créé par le marquis d'Alesme en 1585, existe toujours. Le vin portant son nom de famille Château Marquis d'Alesme 'Becker' - et pendant un certain temps simplement appelé Becker - est produit depuis lors. Jan Bekker Teerlink (« Monsieur Becker ») décède le 4 décembre 1832 à Margaux et est enterré au cimetière protestant de Bordeaux.

## Orientation bibliographique
Stefano Mancuso, L'incroyable voyage des plantes, Albin Michel, 2022.